# スラヴォリュブ・ジョルジェヴィッチ
スラヴォリュブ・ジョルジェヴィッチ（セルビア語: Славољуб Ђорђевић, ラテン文字転写: Slavoljub Đorđević、1981年2月15日 - ）は、セルビアの元サッカー選手、サッカー指導者。ポジションはディフェンダー。FKナプレダク・クルシェヴァツ監督。

## 経歴
2024年12月5日、FKナプレダク・クルシェヴァツの監督に就任した。